# にゃんこと魔法のぼうし
『にゃんこと魔法のぼうし』は、ユークスが開発しユービーアイソフトより2007年12月20日に発売されたアクションアドベンチャーゲームである。アメリカでは同年11月14日、ヨーロッパでは同年12月7日に発売された。

## 概要
アイテムをファッションハウスに持っていくと特別な帽子などに加工してくれ、素材のアイテムなども貰えるなど自由度も高い。そのためのんびりライフも楽しめる。
冒険以外でもニャンコ島での生活を楽しめる。海で魚を釣ったり、花やくだものを集めたりも出来る。釣った魚を水族館で飼育したり、花壇に花を植えたりもできる。
また『わんこと魔法のぼうし』も発売されている。

## ストーリー
にゃんこ達が平和に暮らすニャンコ島。
ニャンコ島には「魔法のぼうし」というぼうしがあり、主人公の家に代々伝わっていた。主人公の父アーヴィンはぼうしの力でニャンコ島の平和を守っていた。
ある日、主人公は友人のビクターに誘われ、最近捕まった悪いオオカミのイブリートを見に行く。2匹は牢屋にいるイブリートに「魔法のぼうし」のことについて聞かれ、持ってくるようそそのかされ、ついには奪われてしまう。
「魔法のぼうし」は長い間ニャンコ島の平和を守っていたが、イブリートが「魔法のぼうし」を使って大暴れしてしまう。

## ミニゲーム
友達と対戦プレイもできる。かけっこ、輪投げ、カーリング、アイスホッケー、ロデオゲーム、チキンレースなどがある。

## 登場人物
猫（主人公）
島に代々伝わる魔法のぼうしをイブリートに渡してしまうきっかけを作ってしまう。島の平穏を取り戻すため島を巡る旅に出る。
ビート
主人公をサポートする。
ビクター
主人公の友人。
イオーナ
主人公の母猫。
アーヴィン
主人公の父猫。
イブリート
邪悪な狼。魔法のぼうしを奪い取り世界を恐怖の支配下に置こうと目論む。